# 2012年全国学生躰道優勝大会
2012年全国学生躰道優勝大会（2012ねんぜんこくがくせいたいどうゆうしょうたいかい）は、2012年12月2日に東京都足立区の東京武道館で開催された第46回全国学生躰道優勝大会である。

## 概要
日本躰道協会主催。東京大学が総合5連覇を達成した。

## キャッチフレーズ
なし

## 競技結果
| 種目     | 金                        | 銀                            | 銅                            | 4位                     |
| 総合     | 東京大学 （61点）         | 福島県立医科大学 （45点）     | 北海道大学 （30点）           | 北里大学 （21点）       |
| 男子     |                           |                               |                               |                         |
| 団体実戦 | 北海道大学                | 拓殖大學                      | 福島県立医科大学              | 東京大学                |
| 団体法形 | 東京大学                  | 北里大学                      | 福島県立医科大学              | 北海道大学              |
| 団体展開 | 東京大学                  | 福島県立医科大学              | 東海大学湘南                  | 拓殖大學                |
| 個人実戦 | 仲佐南 北里大学           | 佐々木拓真 東海大学湘南       | 本田拓馬 東京大学             | 日名地亮太 琉球大学     |
| 個人法形 | 上原弘之 北海道大学       | 長瀬大芽 東京医科歯科大学     | 野本卓也 北里大学十和田       | 先間泰史 防衛医科大学校 |
| 女子     |                           |                               |                               |                         |
| 団体実戦 | 東京大学                  | 北海道大学                    | 北里大学                      | 北里大学十和田          |
| 団体法形 | 東京大学                  | 福島県立医科大学              | 神戸学院大学                  | 北里大学                |
| 団体展開 | 福島県立医科大学          | 東京大学                      | 琉球大学                      |                         |
| 個人実戦 | 高橋妙理 宮城大学         | 佐藤祐歩 鶴岡工業高等専門学校 | 飯田あや 東海大学湘南         | 小針文 福島県立医科大学 |
| 個人法形 | 長根結花 福島県立医科大学 | 清水麻美 琉球大学             | 佐藤祐歩 鶴岡工業高等専門学校 | 磯野遥 東京大学         |
| 男女     |                           |                               |                               |                         |
| 新人団法 | 東京大学B                 | 福島県立医科大学              | 北海道大学A                   | 北里大学B               |

| 最優秀選手 | 仲佐南 北里大学   |                           |
| 優秀選手   | 高橋妙理 宮城大学 | 長根結花 福島県立医科大学 |